# Phidippus cruentus
Phidippus cruentus är en spindelart som beskrevs av Pickard-Cambridge F. 1901. Phidippus cruentus ingår i släktet Phidippus och familjen hoppspindlar. Inga underarter finns listade i Catalogue of Life.